# Charley Patton
Charley Patton (ur. 1 maja 1891 w Bolton w USA, zm. 28 kwietnia 1934 w Indianola) – amerykański muzyk bluesowy, ojciec gatunku blues Delty. Jeden z pionierów muzyki bluesowej. Grał na gitarze zarówno w sposób klasyczny, jak i techniką „bottleneck”. Posiadał charakterystyczny, chrypliwy głos. Był jednym z pierwszych showmanów muzyki rozrywkowej; grywał klęcząc i trzymając gitarę z tyłu za plecami. Te rozrywkowe elementy rozwinął potem T-Bone Walker, który grał np. robiąc szpagat, a powtórzył Jimi Hendrix. Charakteryzowały go rytmiczna i surowa gra na gitarze, synkopowanie. W 2021 został wprowadzony do Rock and Roll Hall of Fame.

## Życiorys
Urodzony 1 maja 1891 w hrabstwie Hinds niedaleko Bolton w stanie Missisipi. Jego rodzicami byli Bill i Annie Patton. W wieku dziewięciu lat wraz z rodzicami przeprowadził się na plantację. W wieku kilkunastu lat rozpoczął naukę gry na gitarze. Stał się wędrownym muzykiem. Grał podróżując wzdłuż rzeki Missisipi. Wraz ze wzrostem popularności zaczął wyjeżdżać poza stan Missisipi do Georgii, Teksasu, Tennessee, Missouri i Illinois.

## Kompletne sesje nagraniowe Charleya Pattona
źródło:.
14 czerwca 1929 – Richmond w stanie Indiana
- Mississippi Boweavil Blues
- Screamin' and Hollerin' the Blues
- Down the Dirt Road Blues[a]
- Pony Blues
- Banty Rooster Blues
- It Won't Be Long
- Pea Vine Blues
- Tom Rushen Blues
- A Spoonful Blues[b]
- Shake It and Break It (But Don't Let Fall Mama)
- Prayer of Death – Part 1
- Prayer of Death – Part 2
- Lord I'm Discouraged
- I'm Goin' Home

Październik 1929 – Grafton w stanie Wisconsin
- Going to Move to Alabama[c]
- Elder Greene Blues[d]
- Elder Greene Blues[e]
- Circle Round the Moon[f]
- Devil Sent the Rain Blues[g]
- Mean Black Cat Blues[h]
- Frankie and Albert
- Some These Days I'll Be Gone
- Some These Days I'll Be Gone
- Green River Blues
- Hammer Blues
- Hammer Blues
- Magnolia Blues
- When Your Way Gets Dark
- Heart Like Railroad Steel
- Some Happy Day
- You're Gonna Need Somebody When You Die

Październik 1929 – Grafton w stanie Wisconsin
- Jim Lee Blues – Part 1
- Jim Lee Blues – Part 2
- High Water Everywhere – Part 1
- High Water Everywhere – Part 2
- Jesue Is a Dying-Bed Maker
- I Shall Not Be Moved
- I Shall Not Be Moved
- Rattlesnake Blues[i]
- Running Wild Blues[j]
- Joe Kirby[k]
- Mean Black Moan[l]

28 maja 1930 – Grafton w stanie Wisconsin
- Dry Well Blues[m]
- Some Summer Day – Part 1
- Moon Going Down[n]
- Bird Nest Bound[o]

30 stycznia 1934 – Nowy Jork
- Jersey Bull Blues
- Charles Bradley's Ten Sixty-Six Blues
- High Sheriff Blues
- Southern Whistle Blues[p]
- Stone Pony Blues
- My Man Blues[q]

31 stycznia 1934 – Nowy Jork
- You're Gonna Miss Me, Honey[r]
- Stoop Down
- 34 Blues
- I've Got a Mother Up in Kingdom¤
- Ananaias[s]
- Listen What She Said[t]
- Till the Day Is Done[u]
- Black Cow Blues
- Love My Stuff
- Revenue Man Blues
- Oh Lord I'm in Your Hands[v]
- Oh Death[w]

1 lutego 1934 – Nowy Jork
- Troubled 'Bout My Mother[x]
- God's Word Will Never Pass Away[y]
- Bed Bugs and Snakes
- The Delta Murder
- Whiskey Distillery[z]
- Poor Me
- Hang It on the Wall
- Move Your Trunk

## Utwory (format plikówOgg Vorbis)
- "Moon Going Down".
- "Rattlesnake Blues".
- "A Spoonful Blues".
- "Going To Move To Alabama".
- "Shake It And Break It".

| 34 Blues                          | A Spoonful Blues              |
| Banty Rooster Blues               | Bird Nest Bound               |
| Down the Dirt Road Blues          | Dry Well Blues                |
| Elder Green Blues                 | Going to Move to Alabama      |
| Green River Blues                 | Hammer Blues                  |
| High Water Everywhere Part I      | High Water Everywhere Part II |
| High Sherriff Blues               | It Won't Be Long              |
| Mississippi Bo Weavil Blues       | Moon Going Down               |
| Pony Blues                        | Poor Me                       |
| Screamin' and Hollerin' the Blues | Shake It and Break It         |
| Some These Days I'll Be Gone      | Stone Pony Blues              |
| Tom Rushen Blues                  | When Your Way Gets Dark       |